# حول العالم في 80 يوما (فلم 2004)
حول العالم في 80 يومًا (بالفرنسية: Le tour du monde en quatre-vingts jours) (بالإنجليزية: around the world in 80 days) هو فيلم كوميديا ومغامرات أمريكي لعام 2004. نجوم الفيلم جاكي شان وستيف كوجان وسيسيل دي فرانس. وتدور أحداث الفيلم في بريطانيا في القرن التاسع عشر حيث يسكن فوغ فيليس (ستيف كوجان) المخترع غريب الأطوار، حيث يحاول إكمال تجربته بينما كان باسيبارتوت (جاكي شان) الذي يحاول الهرب فيلتقي بـفوغ فيليس (ستيف كوجان)، الفيلم مبني على رواية جول فيرن والتي تحمل نفس الاسم إلا أن الفيلم انحرف عن الرواية ليضيف بعض الأحداث المشوقة.
تكاليف الإنتاج تقدَّر بـ110 مليون دولار، وتكاليف التسويق تقدَّر ب 30 مليون دولار.

## وصلات خارجية
- حول العالم في 80 يوما على موقع IMDb (الإنجليزية)
- حول العالم في 80 يوما على موقع ميتاكريتيك (الإنجليزية)
- حول العالم في 80 يوما على موقع روتن توميتوز (الإنجليزية)
- حول العالم في 80 يوما على موقع نتفليكس (الإنجليزية)
- حول العالم في 80 يوما على موقع قاعدة بيانات الأفلام العربية
- حول العالم في 80 يوما على موقع ألو سيني (الفرنسية)
- حول العالم في 80 يوما على موقع Turner Classic Movies (الإنجليزية)
- حول العالم في 80 يوما على موقع أول موفي (الإنجليزية)
- حول العالم في 80 يوما على موقع بوكس أوفيس موجو (الإنجليزية)
- حول العالم في 80 يوما على موقع فيلمافينيتي (الإسبانية)